# VdB 20
vdB 20 è una nebulosa a riflessione visibile entro l'ammasso aperto delle Pleiadi, nella costellazione del Toro.
Si tratta della nebulosa che circonda la stella Elettra, uno dei membri più luminosi dell'ammasso delle Pleiadi; è evidente, seppur con difficoltà, anche otticamente sotto un cielo molto buio e un telescopio amatoriale di discreta potenza, mentre nelle foto a lunga posa si rivela come un'estesa e molto tenue nebulosità connessa alle altre nubi osservabili fra le stelle dell'ammasso. La nube riceve direttamente la radiazione ultravioletta di Elettra, profondamente immersa in essa, riflettendola e diventando così luminosa; il caratteristico colore blu delle nubi delle Pleiadi è dovuto al colore delle loro stelle illuminatrici. La parte illuminata dei gas ha una forma grosso modo sferica, come è dimostrato dalla sua forma simmetrica, con un diametro di circa 2 parsec e un'albedo di 0,7. La distanza, compatibile con quella delle Pleiadi, è di circa 135 parsec (440 anni luce).